# Aeroportul Teller
Aeroportul Teller (IATA: TLA, ICAO: PATE, FAA LID: TER) este un aeroport din Alaska, Statele Unite ale Americii ce deservește zona Teller⁠(d). Aeroportul a fost tranzitat în 2019 de 3.146 de pasageri. A fost numit după zona deservită.
Situat la o altitudine de 90 m, aeroportul dispune de 1 pistă. Este operat de Alaska Department of Transportation & Public Facilities⁠(d).

## Infrastructură

### Piste
Aeroportul dispune de o singură pistă. Pista 07/25 are dimensiunile 2.983 picioare × 60 picioare. 